# 今谷明
今谷 明（いまたに あきら、 1942年〈昭和17年〉9月29日 - ）は、日本の歴史学者、大蔵官僚。横浜市立大学名誉教授、国際日本文化研究センター名誉教授。専門は日本中世史。

## 経歴
出生から修学期
1942年、京都府京都市で生まれた。京都大学経済学部を卒業。
経済官僚として
1967年、大蔵省に入省し、近畿財務局に勤務した。1969年からは経済企画庁に勤務。一方で、京都大学大学院文学研究科で日本史学を専攻し、博士課程を単位取得退学。1987年に学位論文『室町幕府解体過程の研究』を提出して文学博士の学位を取得。
日本史研究者として
国立歴史民俗博物館助教授に着任。1998年、横浜市立大学教授となった。2004年に横浜市立大学を定年退官し、名誉教授となった。その後は国際日本文化研究センター教授となり、2008年に同センターを定年退官、名誉教授となった。2008年、都留文科大学第11代学長に就任し、2010年まで務めた。その後は、帝京大学文学部特任教授をつとめている。

## 研究内容・業績
専門は日本中世史。戦国時代における天皇の権威が、従来の説で論じられていたよりも強かったと主張する一連の著作で知られる。近年は、ヨーロッパ・オリエントの封建制と日本中世の封建制との比較研究も行っている。

## 著書

### 単著
- 『戦国期の室町幕府』角川書店 1975
  - 文庫化 講談社学術文庫 2006
- 『言継卿記：公家社会と町衆文化の接点』そしえて 1980
  - 『戦国時代の貴族：「言継卿記」が描く京都』講談社学術文庫 2002
- 『室町幕府解体過程の研究』岩波書店 1985
  - オンデマンド版 2012
- 『戦国三好一族』新人物往来社 1985
  - 新書化 洋泉社MC新書 2007
- 『守護領国支配機構の研究』法政大学出版局 1986、新版 2016
- 『土民嗷々：一四四一年の社会史』新人物往来社 1988
  - 文庫化 東京創元社(創元ライブラリ文庫) 2001
  - 『足利将軍暗殺：嘉吉土一揆の背景』新人物往来社 1994
- 『京都・一五四七年：描かれた中世都市』平凡社 1988
  - 『京都・一五四七年：上杉本洛中洛外図の謎を解く』平凡社ライブラリー 2003
- 『天文法華の乱：武装する町衆』平凡社 1989
  - 改題新書化『天文法華一揆：武装する町衆』洋泉社MC新書 2009
  - 改訂新版『天文法華の乱：戦国京都を焼き尽くした中世最大の宗教戦争』戎光祥出版 2024
- 『室町の王権：足利義満の王権簒奪計画』中公新書 1990
- 『日本国王と土民』(日本の歴史 9) 集英社 1992
- 『戦国大名と天皇：室町幕府の解体と王権の逆襲』福武書店 1992
  - 文庫化 講談社学術文庫 2001
- 『信長と天皇：中世的権威に挑む覇王』講談社現代新書 1992
  - 文庫化 講談社学術文庫 2002
- 『武家と天皇：王権をめぐる相剋』岩波新書 1993
- 『天皇と天下人』新人物往来社 1993
- 『元朝・中国渡航記：留学僧・雪村友梅の数奇な運命』宝島社 1994
- 『歴史の道を歩く』岩波新書 1996
- 『謎解き中世史』洋泉社 1997
- 『象徴天皇の発見』文春新書 1999
- 『戦国の世』岩波ジュニア新書(日本の歴史) 2000
- 『室町時代政治史論』塙書房 2000
- 『中国の火薬庫：新疆ウイグル自治区の近代史』集英社 2000
- 『日本中世の謎に挑む』NTT出版 2001
- 『中世奇人列伝』草思社 2001
  - 文庫化 草思社文庫 2019
- 『籤引き将軍 足利義教』講談社選書メチエ 2003
- 『京極為兼：忘られぬべき雲の上かは』ミネルヴァ書房(日本評伝選) 2003
- 『「王権と都市」を歩く：京都からコンスタンティノープルへ』NTT出版 2004
- 『書評で読む歴史学』塙書房 2004
- 『ビザンツ歴史紀行』書籍工房早山・図書新聞 2006、新版 2010
- 『近江から日本史を読み直す』講談社現代新書 2007
- 『封建制の文明史観：近代化をもたらした歴史の遺産』PHP新書 2008
- 『象徴天皇の源流：権威と権力を分離した日本的王制』新人物往来社 2011
- 『天皇と戦争と歴史家』洋泉社 2012

### 編著
- 『天皇家はなぜ続いたか 対談集』新人物往来社 1991
- 『王権と神祇』思文閣出版 2002
- 『王権と都市』思文閣出版 2008
- 『現代語訳 神皇正統記』新人物文庫 2015
  - 改訂新版『北畠親房『神皇正統記』』戎光祥出版 2025

### 共編著
- 『室町幕府文書集成 奉行人奉書篇』高橋康夫共編 （思文閣出版 1986）
- 『室町幕府守護職家事典』藤枝文忠共編（新人物往来社 1988）
- 『中近世の宗教と国家』高埜利彦共編 （岩田書院 1998）
- 『古寺巡礼京都 34 等持院』川勝承哲共著（淡交社 2009）
- 20世紀の歴史家たちシリーズ（刀水書房） 大濱徹也･尾形勇･樺山紘一･木畑洋一共編

1. 『20世紀の歴史家たち(1)　日本編（上）』1997
2. 『20世紀の歴史家たち(2)　日本編（下）』1999
3. 『20世紀の歴史家たち(3)　世界編（上）』1999
4. 『20世紀の歴史家たち(4)　世界編（下）』2001
5. 『20世紀の歴史家たち(5)　日本編（続）』2006

- 『三好長慶：室町幕府に代わる中央政権を目指した織田信長の先駆者』天野忠幸共編、宮帯出版社 2013

## 論文
- 「平泉澄の皇国史観とアジール論」『創造の世界』95（小学館、1995年）
- 「平泉澄と権門体制論」上横手雅敬編『中世の寺社と信仰』（吉川弘文館、2001年）

これらの論文で歴史学者・黒田俊雄の「権門体制論」を、戦前の皇国史観の学者・平泉澄による研究の剽窃ではないかと指摘した。